# Cassatt Corona
Cassatt Corona est une corona, formation géologique en forme de couronne, située sur la planète Vénus par 65,6° N et 207,6° E. Elle est localisée dans le quadrangle de Pandrosos Dorsa. Elle a été nommée en référence à Mary Cassatt, peintre impressionniste américaine (1844-1926), anciennement Cassatt Patera. 

## Géographie et géologie
Cassatt Corona couvre une surface circulaire d'environ 152 km de diamètre. 